# Dirección General de Divulgación de la Ciencia
La Dirección General de Divulgación de la Ciencia es una entidad dependiente de la Coordinación de la Investigación Científica de la Universidad Nacional Autónoma de México (UNAM). Es su objetivo participar en la divulgación de la ciencia a nivel nacional, para llevar el conocimiento a toda la sociedad mexicana y al exterior del país. A partir del 2024, su director es Manuel Suárez Lastra, y fue nombrado por Leonardo Lomelí Vanegas, rector de la universidad.

## Antecedentes
El inicio de la divulgación de la ciencia como actividad académica propia de la UNAM sucedió en 1970, cuando el rector Pablo González Casanova fundó el Departamento de Ciencias en la Dirección de Difusión Cultural. Para iniciar su funcionamiento, se aprovechó la labor que un grupo de físicos de la Facultad de Ciencias de la UNAM realizaba a favor de la difusión, del conocimiento logrado con la investigación, en el campo de la física. De estas actividades destacó la publicación de la revista Física. El propósito del rector en la creación de tal departamento era incluir en la labor cultural de la UNAM a la ciencia y a las humanidades para lo cual fundó dos departamentos, uno de Ciencias y otro de Humanidades. A los responsables de estos nuevos departamentos se les encargó organizar actividades afines y complementarias a las que tradicionalmente realizaba la Dirección de Difusión Cultural en favor de las artes. Las actividades de divulgación de la ciencia anteriores a la fundación del Departamento de Ciencias fueron coyunturales y escasas, por lo que ese departamento inició sus labores aprovechando la experiencia docente de sus colaboradores y el ambiente creado en la Dirección de Difusión Cultural. Por ello, una de las primeras tareas del Departamento de Ciencias fue la definición y experimentación de las formas idóneas para transmitir el conocimiento científico a un público general con base en tres principios básicos:
- dar información fiel y reciente de los resultados del desarrollo de la ciencia;
- bosquejar la forma en que se han alcanzado esos resultados, y
- los elementos necesarios para poder integrar tal información al saber general de la sociedad.

Otros antecedentes de la divulgación de la ciencia en México se remontan a 1986, con la publicación de la última edición de la revista Naturaleza. Posteriormente, en 1989, la Academia Mexicana de Ciencias incluyó una sección sobre estudios en la revista Ciencia.

## Misión
Promover, divulgar y fomentar la ciencia y la cultura científica y tecnológica, así como la que se genera, enseña y preserva en la Universidad Nacional Autónoma de México, hacerla llegar a toda la comunidad universitaria y al resto de la sociedad mexicana, y coadyuvar así al cumplimiento de una de las funciones sustantivas de la Universidad, la extensión de la cultura.

## Objetivos
- Realizar organizar y promover actividades de divulgación de la ciencia a través de museos, exposiciones, proyectos especiales y otros medios de comunicación, entre jóvenes, niños y público en general
- Producir, promover, distribuir y conservar material e diversa naturaleza, relacionado con la divulgación de la ciencia.
- Establecer y ofrecer programas de formación y capacitación en divulgación de la ciencia; Realizar investigación sobre la divulgación y la comunicación de la ciencia.
- Establecer y aplicar criterios para evaluar la divulgación de la ciencia y la investigación que se realice en esta área.
- Prestar servicios, asesorar y apoyar a entidades académicas y dependencias universitarias e instituciones públicas y privadas, nacionales y extranjeras, a través de instrumentos jurídicos, para realizar y proveer actividades de divulgación de la ciencia en el país.

## Actividades

### Museos
- Universum
- Museo de la Luz

### Seminarios
La Dirección General de Divulgación de la Ciencia de la UNAM genera espacios de análisis que sirve para intercambiar conocimientos y experiencias sobre diversos temas a través de la organización de seminarios.[cita requerida]

### Conferencias
La Dirección General de Divulgación de la Ciencia abre sus espacios para que los especialistas en distintos temas tengan la posibilidad de compartir su conocimiento con el público en general, organizando conferencias y charlas con el apoyo de instituciones como la Academia Mexicana de Ciencias.

### Videos
Proyecciones de videos científicos, cine clubs y cine debate.

### Teatro
Hacer llegar, de manera amena, distintos mensajes a públicos de todas las edades. 

## Radio y televisión

### Venga a tomar café con nosotros
- 96.1 de FM y el 890 de AM, todos los viernes, 20 horas.

Es un programa de entrevistas que se transmite a través de Radio UNAM diversas personalidades del mundo de la ciencia, tanto de la UNAM como de distintas instituciones de investigación en México y el mundo. El programa tiene una duración de media hora y es conducido por los divulgadores: María Emilia Beyer, Sergio de Régules, Estrella Burgos y/o Martín Bonfil.

### Hoy x Hoy en la Ciencia
- 96.9 de FM y el 900 de AM, todos los sábados de 10:00 a 11:00 horas.

Es un noticiero dedicado a la información más sobresaliente en el ámbito científico, con cobertura nacional e internacional. Se trata de una alianza entre la DGDC y W Radio y cuenta con la colaboración de una amplia red de corresponsales internacionales y de universidades e instituciones de investigación de todo el país y del mundo. Su duración es de una hora bajo la conducción de Ángel Figueroa.

### Colaboraciones UNAM-El Mañanero
- 96.9 de FM y 900 de AM, todos los miércoles.

Son colaboraciones que se llevan a cabo dentro del espacio radiofónico del programa informativo El Mañanero, conducido por el comediante, actor de doblaje, locutor y presentador de televisión Víctor Trujillo (Brozo), a través de W Radio.

### Imagen en la Ciencia, por Pura Curiosidad
- 90.5 de FM, todos los domingos de 9:00 a 10:00 horas.

Revista radiofónica que aborda temas de ciencia, a través de diferentes secciones. Tiene una hora de duración  y se transmite por Grupo Imagen, conducida por el divulgador Rolando Ísita.

### Dosis de Ciencia
Se transmite en Radio UNAM, IMER y en las diferentes radiodifusoras culturales, universitarias e indigenistas del país.
Son cápsulas de 1 y medio a 2 minutos de duración en las que René Drucker Colín habla sobre la actualidad científica internacional. Se producen 20 cápsulas mensualmente y se transmiten por el noticiario radiofónico de Joaquín López Dóriga, en Grupo Radio Fórmula, así como por sus afiliados de la costa oeste de Estados Unidos. 

### Radiósfera
Radiósfera es una revista radiofónica de 5 minutos de duración que informa sobre las investigaciones más relevantes realizadas por académicos e investigadores de la UNAM. Se transmite a nivel nacional a través de emisoras comerciales y públicas, así como en las radios culturales, estatales e indigenistas a través de tiempos oficiales. Se producen 4 programas al mes, conducidos por Ángel Figueroa.

### Una sola Pregunta(USP)
- W Radio

Serie de cápsulas de 2 minutos de duración que responden a diferentes inquietudes de corte científico. Se producen 8 cápsulas mensualmente que se transmiten por las diferentes radiodifusoras culturales, universitarias e indigenistas del país y a lo largo de la programación de WRadio.

### Dosis en Televisión
Serie televisiva de cápsulas de divulgación científica de 2 minutos de duración, bajo la conducción de René Drucker Colín. Este material se transmitió por el canal Foro TV, de Televisa; en la Sección Ciencia, del portal del diario El Universal.

### Nuestra UNAM
Espacio quincenal que se transmite en el programa Animal Nocturno de Azteca 13,  en el que se alterna la participación en estudio de un científico, en la que habla sobre su línea de investigación, con la producción de una cápsula sobre temas de ciencia dirigidas al público adulto, las cuales también se transmiten en las pantallas del sistema de transporte colectivo Metrobús.

### ¿Cómo Ves?: Ciencia y Televisión
La primera serie mexicana dedicada a la divulgación de la ciencia y la técnica, producida por la Dirección General de Divulgación de la Ciencia (DGDC) y TV UNAM. Parte del contenido se basa en artículos publicados en la revista ¿Cómo Ves?, aunque también cuenta con secciones originales elaboradas especialmente para el programa.
La primera etapa consta de 13 programas de media hora de duración  y se transmite por TV UNAM (que se puede sintonizar en el Canal 255 de Sky y en el Canal 144 de Cablevisión Digital) los domingos a las 14:30 horas y los martes a las 15:00 y a las 19:30 horas. También lo transmiten 450 sistemas de televisión por cable en el país.

## Ubicación
- Universum, Museo de las Ciencias de la UNAM, Zona Cultural de Ciudad Universitaria, delegación Coyoacán 04510, Ciudad de México.